# Jacques d'Agar
Jacques d'Agar, i Danmark kendt som Jacob d'Agar (døbt 9. marts 1642 i Charenton-le-Pont – 16. november 1715 i København) var en fransk/dansk maler.
D’Agar lærte kunsten hos Jakob-Ferdinand Voet og blev i 1675 medlem af Akademiet i Paris, men ekskluderedes i 1682 som reformert. Han forlod nu Frankrig og kom til København, hvor Christian 5.’s reformerte dronning Charlotte Amalie beskyttede og begunstigede sine trosfæller. d’Agar var en betydelig portrætmaler og var meget sysselsat og yndet af hoffet og de store. Han fik titel af Oberkontrafejer med 1500 Rigsdaler årlig løn, og blev udnævnt til hofjunker. Han var en af de seks hofjunkere, der førte hestene for dronning Sophie Amalies ligvogn 1685. Han var et af de mest fremragende medlemmer af den lille reformerte menighed. Han stod tillige med præsten Mesnard i spidsen for en pengeindsamling i udlandet til fordel for de reformertes kirke her. Han besøgte Brandenburg og kollekten indbragte et pænt beløb. Den 7. februar 1685 udgik der kongelig beskikkelse for ham som generaldeputeret for de reformerte ved den nye kirke, som det var blevet dem bevilget at bygge på Christianshavn. Det var et mandat, som varede til 9. marts 1686. Også nævnes han blandt den reformerte menigheds ældste. Til Christian 5.’s jordefærd forfærdigede han Skilderier  som sørgedekorationer. Frederik 4. bekræftede ham i hans værdigheder som hofjunker og første hofmaler.
Med d’Agard (og Benoît Le Coffre) fortrænger den franske malemåde, med dens lette, graciøse sving, dens løst henkastede tegning og modellering og dens kokette farvegivning, den nederlandske skoles kraftige, djærve behandlingsmåde, energiske karakteriseren, realistiske opfattelse og sunde, naturtro kolorit. De fleste af d’Agars malerier er gået til grunde eller spredte for alle vinde; et par findes i den kgl. malerisamling, andre som hans eget portræt på Rosenborg. Blandt hans lærlinge kan nævnes Rafael Mengs’ far, Ismael Mengs, som efter sin første lærer Peder Jochumsens død 1711 kom til d’Agar. d’Agar var gift med en datter af den franske maler Jean-Michel Picart og havde børn, deriblandt sønnen Charles, der ligesom faren var maler, men af hvem ingen værker kendes her hjemme. d’Agar ejede en  ejendom på Åbenrå ved siden af den franske præstegård. Den tilhørte endnu i 1728 hans arvinger, men gik til grunde i den store brand samme år. d’Agar døde 16. november 1715 og jordfæstedes på De reformertes kirkegårds franske afdeling.